# Levan Gabriadze
Levan Revazovitj Gabriadze (ryska: Леван Ревазович Габриадзе; georgiska: ლევან რევაზის ძე გაბრიაძე: Levan Revazis dze Gabriadze), född 16 november 1969 i Tbilisi i Georgiska SSR i Sovjetunionen (nu Georgien), är en georgisk-rysk skådespelare och filmregissör. Han är mest känd som skådespelare i science fiction-filmen Kin-dza-dza (1986) och för regin i skräckfilmen Unfriended från 2014.
Levan Gabriadzes far var skådespelaren, författaren och regissören Revaz Gabriadze (född 1936), som dog sommaren 2021.